# 倪焕之
《倪焕之》是叶圣陶在1929年创作的长篇小说，是中国的早期白话小说之一。倪焕之即小说的主人公。倪焕之的身上有叶圣陶的影子。主要述说了一个抱有理想青年，在寻求梦想的道路上遇到的许多事情，包括爱情，但最后梦想破灭，他也死了。此后叶圣陶再也没有写过长篇小说。《倪焕之》在当时是连载小说。